# クローズドボルト
クローズドボルト方式とは、自動火器の発射サイクルの方式の一つで、ボルト（遊底）が閉鎖状態で撃発する方式である。

## 概要
発射の準備が整った時、弾が薬室（チェンバー）の中にあって、ボルトと稼働部品が前進している状態ならば、そのセミオートまたはフルオート火器は「クローズドボルトから発射する」という。
トリガー（引き金）を引くと、ファイアリングピン（撃針）またはストライカーによって弾が撃発され、そのエネルギーによりボルトを後ろに押し戻される。この過程で、ボルトは空の薬莢を抜き出して排出する。続いて、ボルトは前進し、新しい弾をマガジン（弾倉）から薬室に装填して、次の射撃に備える。
第一次世界大戦のころ、機関銃を飛行機に載せることが試みられたが、ルイス機関銃はオープンボルト状態から発射する方式だったので、プロペラと同調することができず、プロペラを通して前方を射撃することができなかった。
これに対し、連合国側のヴィッカース機関銃、同盟国側のLMG08やLMG 08/15シュパンダウ機関銃、パラベラムMG14はいずれもマキシム型であったが、これらはすべてボルト閉鎖状態から発射する方式だった。つまり、弾丸の発射によってファイアリング・サイクルが始まるので、射線上にプロペラがないときにだけ発射するように同調装置をセットすることが比較的容易だった。

## 長所と短所

### 長所
- 初弾発射時またはセミオートマチック射撃の場合、オープンボルト方式よりも精度が高い。
  - 引き金を引いてから撃発までに動く部品の質量がオープンボルト方式よりも少なく、振動が起きにくい。
  - 弾が薬室の中で静止した状態で撃発が行われる。
  - ほとんどの時間、機関部が閉じているので、ごみが銃に入りにくい。
  - トリガーを引いてから弾が発射されるまでの時間（ロックタイム）を短くすることができる。
- 消音火器において、射撃時の作動音をより抑えるために、ボルトをロックして後退させないようにすることができる。
- マガジン内の残弾に加えて薬室内に1発装填できるので、その分装弾数を増やすことができる。

### 短所
- オープンボルト方式よりも複雑で高価になる。
- 薬室が閉じているので熱を逃がしにくく、コックオフによる暴発の危険が高くなる。